# Alisio (Élide)
Alisio (en griego, Αλείσιον) es el nombre de un lugar situado en la región griega de Élide, que fue mencionado por Homero en el catálogo de las naves de la Ilíada.
Estrabón, así como Apolodoro, la identifica con la población llamada en su época Alesieo. El geógrafo la sitúa en la región denominada Anfidólide, en el camino que va desde la ciudad de Élide a Olimpia Sin embargo, ya desde la Antigüedad había discrepancias con respecto a la identidad de Alisio ya que Aristarco y Demetrio de Escepsis señalaban que en ese pasaje Homero se refiere al túmulo de un personaje de la mitología griega que fue pretendiente de Hipodamía llamado Alisio, e incluso otros autores creían que Alisio era el nombre de un río.